# Glory Hole – nachrichten von drüben
Glory Hole – nachrichten von drüben ist ein Grazer Leinwandliteraturmagazin, das jede Nacht auf die Außenleinwand des Forum Stadtpark projiziert wird.

## Konzept
Glory Hole – nachrichten von drüben wurde 2013 vom Schriftsteller Max Höfler gegründet und ist ein so genanntes „Leinwandliteraturmagazin“, das jede Nacht auf die Außenleinwand des Forum Stadtpark projiziert wird. Es nimmt sich literarischer Kurzformen an und lässt sich der Site-specific Art zuordnen.
Die ersten sieben Ausgaben stammen vom Herausgeber Max Höfler. Seit 2014 werden auch andere Autoren und Künstler eingeladen, eine gesamte Ausgabe zu gestalten. Die aktuellen Ausgaben werden jeweils im Rahmen der monatlichen Sozialen Plastik FORUMküche im Forum Stadtpark vorgestellt und können auch auf einem vimeo-Videokanal angesehen werden.

## Autoren
Autoren, die bisher eine Ausgabe des Glory Hole – nachrichten von drüben gestaltet haben:
- Christian Bök (issue XXXVII)
- Dimitra Charamanda (issue XXIII)
- Petra Coronato (issue X)
- Ann Cotten (issue XXVI)
- Crauss (issue XIV)
- elffriede (issue XI)
- Brigitta Falkner (issue XV)
- Sahra Foetschl (issue XVI)
- Steven J. Fowler (issue XXXI)
- The Geminii (Purdey Lord Kreiden & Michael Thomas Taren) (issue XXXIV)
- Mara Genschel (issue XXXIX)
- Franziska Hederer und Claudia Gerhäusser (issue XVIII)
- Max Höfler (issue I – VII und special issues)
- D. Holland-Moritz (issue XXXV)
- Lilly Jäckl (issue XX)
- Mark Kanak (issue XXVII)
- Jazra Khaleed (issue XXXII)
- Ilse Kilic (issue XIX)
- Barbi Marković (issue XVI)
- Robert Herbert McClean (issue XVI)
- Alexander Micheuz (issue XXIX)
- Fiston Mwanza Mujila (issue XXVIII)
- Jörg Piringer (issue XXII)
- Stefanie Sargnagel (issue XII)
- Clemens Schittko (issue XXXVI)
- Ulrich Schlotmann (issue XXX)
- Stefan Schmitzer (issue XIII)
- Helmut Schranz (issue IX)
- Ulf Stolterfoht (issue XXIV)
- Marek Sturmvogel (issue XIX)
- Kinga Tóth (issue XXXVIII)